# Simon Poelman
Pour les articles homonymes, voir Poelman.
Simon Poelman (né le 27 mai 1963 à Hamilton) est un athlète néo-zélandais, spécialiste du décathlon. Il a été décrit comme le meilleur athlète néo-zélandais, toutes catégories confondues. Son record est de 8 359 points, qui est toujours le record national.
En plus de ses titres en épreuves combinées, il a remporté des championnats nationaux sur 100 m (1), 110 m haies (7), saut en longueur (2), perche (3) et poids (1).